# Stanični tip
Stanični tip je klasifikacija korisna za razlikovanje morfološki i fenotipno različitih staničnih oblika unutar vrste. Višestanični organizam može sadržavati niz vrlo različitih i specijaliziranih tipova stanica, kao što su mišićne stanice i kožne stanice u čovjeka, koje se razlikuju po izgledu i funkciji, iako su genetski identične. Stanice mogu imati isti genotip, ali biti različite vrste zbog diferencijalne regulacije gena sadržanih u njima. Klasifikaciju određene vrste stanica često provodi mikroskopija.
Životinje imaju veću raznolikost staničnih tipova u višestaničnom organizmu (100-150 različitih staničnih vrsta), u usporedbi s 10-20 staničnih vrsta u biljaka, gljiva i protoktista.

## Višestanični organizmi
Svi viši višestanični organizmi sadrže stanice specijalizirane za obavljanje različitih funkcija. Različiti tipovi stanica nastaju iz jedne jedine totipotentne stanice koja se diferencira u stotine različitih tipova stanica tijekom svog razvoja. Diferencijaciju stanica vode različiti signali iz okoliša (na primjer, međustanične interakcije), kao i unutarnje razlike (na primjer, one uzrokovane nejednakom raspodjelom molekula tijekom diobe). Višestanični organizmi sastoje se od stanica koje se dijele na dvije osnovne vrste: spolne stanice i somatske (tjelesne) stanice. U toku razvoja, somatske stanice postaju više specijalizirane i tvore tri primarna zametna listića: ektoderm, mezoderm i endoderm. Nakon formiranja tri zametna listića, stanice će se nastaviti specijalizirati, dok ne dođu do terminalno diferencirana stanja, koji je znatno otporniji na promjene u vrsti stanice.

## Ljudi
Popis tipova stanica u ljudskom tijelu može sadržavati nekoliko stotina različitih vrsta, ovisno o izvoru.